# Mastigoproctus
Mastigoproctus is een geslacht van zweepstaartschorpioenen uit de familie Thelyphonidae. 

## Soorten
- Mastigoproctus giganteus (Lucas, 1835)[1] (Azijnschorpioen)
- Mastigoproctus abeli Villarreal & Giupponi, 2009
- Mastigoproctus ayalai Viquez & Armas, 2007
- Mastigoproctus baracoensis Franganillo, 1931
- Mastigoproctus brasilianus (C. L. Koch, 1843)
- Mastigoproctus butleri Pocock, 1894
- Mastigoproctus colombianus Mello-Leitão, 1940
- Mastigoproctus formidabilis Hirst, 1912
- Mastigoproctus liochirus Pocock, 1900
- Mastigoproctus maximus (Tarnani, 1889)
- Mastigoproctus minensis Mello-Leitão, 1931
- Mastigoproctus nara Valerio, 1981
- Mastigoproctus pelegrini Armas, 2000
- Mastigoproctus perditus Mello-Leitão, 1931
- Mastigoproctus proscorpio (Latreille, 1806)
- Mastigoproctus tantalus Roewer, 1954
- Mastigoproctus transoceanicus Lazell, 2000